# Thesprotia
Thesprotia (grekiska: Περιφερειακή ενότητα Θεσπρωτίας) är en grekisk regiondel (perifereiakí enótita), till 2010 en prefektur, i regionen Epirus. Regiondelen har cirka 44 202 invånare (1991) och en yta på 1 515 km². Huvudstad är Igoumenitsa. Regiondelen gränsar till Albanien i norr, till regiondelen Ioannina i öst och regiondelen Preveza i syd.
Thesprotia är en del av kustområdet Tsamerien som sträcker sig över både Grekland och Albanien.

## Historia
Det antika Thesprotia sträckte sig mellan floden Thyamis (även Kalamas) i norr och Ambrakiska viken (även Artaviken) i söder. I nordöstra delen av det antika Thesprotia låg det urgamla oraklet Dodona (som nu ligger i provinsen Ioannina). Detta togs dock tidigt i besittning av molosserna, vars konungar sedermera efter hand (under 300- och 200-talet f.Kr.) underlade sig även de övriga delarna av landet. Thesproterna omtalas redan hos Homeros som ett folk styrt av konungar, med ungefär samma bildningsgrad som de dåvarande hellenerna. Av den historiska tidens greker betraktades de emellertid som barbarer.

## Administrativ indelning
Regiondelen är uppdelad i tre kommuner.
- Dimos Filiates
- Dimos Igoumenitsa
- Dimos Souli

Prefekturen var indelad i 8 kommuner och 2 samhällen.

- Acherontas
- Filiates
- Igoumenitsa
- Margariti
- Paramythia
- Parapotamos
- Sagiada
- Syvota
- Perdika
- Souli